# Stolitjnaja
Stolitjnaja (ryska: Столичная, "huvudstadens") är en rysk vodka av vete och råg och som produceras i  Tambov, 500 km sydöst om Moskva. Stolitjnaja vodka började tillverkas omkring 1901 för att höja kvaliteten på landets vodka. Produktionen började i den ryska staden Tambov. Vodkamärket är ett av de äldsta i Ryssland och är därför känt som den "klassiska ryska vodkan". Vissa brukar dessutom kalla den för "Stoli". 